# Лучшие игры со словами
«Лучшие игры со словами» — книга Сергея Федина, описывающая различные словесные игры, в которые играют компанией, а также всяческие словесные головоломки и прочие словесные изощрения, в которые можно «играть» и в одиночку.

Обложка книги «Лучшие игры со словами»

Книга вышла в издательстве «Айрис Пресс» в 1999 году, выдержала одно переиздание, общий тираж книги составил 30 000 экземпляров.
Игры для компаний — это «Ситуации» (другое её название «Детектив»), «Виселица», «Балда», «Контакт», «Поле чудес», «Быки и коровы», «Отгадай слово», «Найди слово», «Гости», «Отгадай букву», «Наборщик», «Словесный бой», «Три буквы», «Каркас и гласность», «Чепуха».
Словесные «головоломки», описанные в книге, это каламбуры и гетерограммы, палиндромы (в том числе, циклические, слоговые и словесные), оборотни, анаграммы, цепочки слов, «кратчайший путь», логогрифы, тавтограммы, акростихи, ропалоны, шарады, рифмы и буриме, перепутаницы и разнобуквицы.
В книге также даны описания (с примерами) и других словесных изощрений, а именно: бесконечных стихотворений, самоограничения «не больше трёх букв», кругозвучий, перевёртышей, листовертней, двоевзоров, зеркальных текстов, разрезней и ортогоналов.
Поскольку словесные «игры» для одиночек могут быть не только сложными, но и красивыми, то, в этом смысле, они являются примерами комбинаторной поэзии.
Именно поэтому ряд словесных изощрений из книги «Лучшие игры со словами» вошёл в Антологию русского палиндрома, комбинаторной и рукописной поэзии (авторами-составителями которой явились поэт Герман Лукомников и писатель Сергей Федин), вышедшей в 2002 году.
Книга описывает словесные «игры» с двух ракурсов — отдельно для детей и отдельно для взрослых. Соответствующее для данной группы читателей повествование помечено специальным значком. Поэтому, для примера, раздел «Анаграммы» имеет два подраздела — как бы два входа — один для детей, а другой для взрослых.